# Байчунас
Байчунас (каз. Байшонас) — упразднённое село (до 2008 года — посёлок городского типа) в Макатском районе Атырауской области Казахстана. Являлось административным центром и единственным населённым пунктом Байчунасского сельского округа. Код КАТО — 235233100. Упразднено в 2013 году.

## География
Расположено в 100 км к востоку от Атырау и в 45 км к югу от железнодорожной станции Доссор (на линии Атырау — Кандыагаш).

## История
Посёлок возник в 1931 году в связи с развитием нефтяной промышленности.

## Население
| 1939 | 1959  | 1970  | 1979  | 1989  | 1999  | 2009  |
| ---- | ----- | ----- | ----- | ----- | ----- | ----- |
| 2806 | ↘2473 | ↗3055 | ↘1659 | ↘1572 | ↗1717 | ↗1827 |

## Уроженцы
Уликпан Абдрахманов
Елена Ивановна Тарасенко
Дуйсенбай Нурбаевич Турганов
Сабит Бауыржанулы Тастанбеков